# Leonardo Bröhan
Leonardo Bröhan (* 19. Juni 1990 in Hamburg) ist ein deutscher Kampfsportler. 

## Leben
Bröhan gewann Turniere im Kinder und Jugendbereich. Im Alter von 16 Jahren ging er auf eine Schule für Sportler und Künstler in Brig in der Schweiz. Auf dieser Förderschule für Sportler stand er Ende 2007 auf dem Ersten Platz der internen Rangliste. Im Jahr 2005 blieb er im Schweizer Verband „Skbf“ ungeschlagen und wurde Schweizer Meister.
Ab 2004 wurde er zu einem festen Bestandteil des Schweizer- und später Deutschen Nationalkaders. Er ist bis heute der heute der einzige Kämpfer, der als Junior im Verband der World Kickboxing Association (WKA)  für die Schweiz an Weltmeisterschaften teilgenommen hat. Im Jahr 2008 wurde er auf Anhieb Weltmeister der WKA in Orlando. Bei seinen insgesamt fünf Weltmeisterschaften, gewann er acht Medaillen.
Von 2011 bis 2014 machte er eine Ausbildung zum Sport- und Gymnastiklehrer. Seit 2010 führt er das Kickboxteam Bröhan seines Vaters. Er arbeitet heute als Personal Trainer in Hamburg und Umgebung.

## Erfolge
Weltmeisterschaften der WKA
- 2004 Bronze Basel, Schweiz
- 2005 Bronze Niagara, Kanada
- 2006 Silber Benidorm, Spanien
- 2006 Bronze(Teamkampf) Benidorm, Spanien
- 2007 Bronze Karlsruhe, Deutschland
- 2008 Gold Orlando, Vereinigte Staaten
- 2008 Silber Orlando, Vereinigte Staaten

World Cups der WAKO
- 2005 Bronze Bestfighter Cup Piacenza, Italien
- 2010 Silber IRISH OPEN Dublin, Irland
- 2011 2× Bronze Bestfighter Cup Rimini, Italien
- 2012 Bronze Bestfighter Cup Lignano Sabbioadoro, Italien
- 2013 Bronze Cimac World Cup Birmingham, England

weitere Erfolge
- 2005 Deutscher Meister Öhringen, Deutschland
- 2005 Schweizer Meister Wohlen, Schweiz
- 2005 Österreichischer Meister Bregenz, Österreich
- 2007 Schweizer Meister Bronschhofen, Schweiz

| Personendaten    | Personendaten           |
| ---------------- | ----------------------- |
| NAME             | Bröhan, Leonardo        |
| KURZBESCHREIBUNG | deutscher Kampfsportler |
| GEBURTSDATUM     | 19. Juni 1990           |
| GEBURTSORT       | Hamburg                 |